# Казорецо
Казорѐцо (на италиански: Casorezzo, на западноломбардски: Casurés, Казурес) е градче и община в Северна Италия, провинция Милано, регион Ломбардия. Разположено е на 166 m надморска височина. Населението на общината е 5375 души (към 2012 г.).